# Václav Ondřejka
Václav Ondřejka (Kroměříž, 30 aprile 1988) è un calciatore ceco, attaccante del Mladá Boleslav.